# Andrea Lavezzolo
Andrea Lavezzolo (Parigi, 12 dicembre 1905 – Chiavari, 16 novembre 1981) è stato un fumettista, scrittore e giornalista italiano autore di numerosi personaggi e storie per fumetti come Kinowa nel 1950 e il Piccolo Ranger nel 1958.

## Biografia
Nato a Parigi nel 1905, pochi anni dopo, nel 1913, con la madre francese e il padre di origini liguri, si trasferì a Chiavari; fu costretto ad abbandonare presto gli studi per aiutare la famiglia. Esordì come autore nel 1924, pubblicando sulla rivista Mondo Femminile; il suo primo racconto, L'idolo cinese, venne pubblicato nel 1936 sulla rivista Romanzo d'Avventure; seguirono novelle e romanzi pubblicati per varie testate e diversi editori collaborando per tutti gli anni trenta collabora anche a diverse pubblicazioni di narrativa gialla come L’avventura poliziesca delle edizioni Sadel; pubblicò nel 1937 con la casa Editrice Moderna di Cino Del Duca anche il romanzo Il cacciatore di teste usando lo pseudonimo di A. Lawitz. Esordisce come autore di fumetti nel 1936 scrivendo sceneggiature per la serie Saladino e, poco dopo, alcune storie della serie Dick Fulmine. Continua a scrivere anche narrativa pubblicando, nel 1943, con la Casa Editrice Carroccio, il romanzo Inferno nero e, nel 1946, il giallo Battaglie sui Grattacieli edito da Costelli con lo pseudonimo Lucio Nicolini e altri racconti di genere western con lo pseudonimo Andrew Lawson per le Edizioni Dardo.
Nel 1946 per le Edizioni Juventus crea la serie a fumetti Gim Toro, disegnata da Edgardo Dell'Acqua; la serie verrà pubblicata fino al 1959; inizialmente la serie non ottenne un buon successo e pertanto Lavezzolo decise di modificarla e questo portò la serie al successo; contemporaneamente a questa realizzò altri fumetti come Dick Fulmine che modificò nel 1947 in Fulmine Mascherato; nel 1948 scrive anche la serie avventuroso di Tony Falco; nel 1950 inizia a scrivere la serie western/horror di Kinowa, ispirato a un personaggio del romanzo di Emilio Salgari, Avventure fra le Pelli-Rosse.
Negli anni cinquanta collabora ancora con la Dardo scrivendo nel 1952 la serie western Tomahawk, disegnata da Pietro Gamba; l'anno dopo scrive la serie Ray Fox, disegnata da Sergio Tarquinio e Mario Uggeri, e Cagliostro, con Virgilio Muzzi e Uggeri; nel 1954 scrive la serie umoristica Cucù e il western Condor Gek; nel 1956 Rama l'apache con la quale interrompe poi la collaborazione con la Dardo e, nel 1957, inizia a collaborare con l'editore Cino Del Duca che gli affida l'ideazione e il coordinamento di un supplemento settimanale a fumetti del quotidiano Il Giorno. Questa collaborazione portò alla nascita del settimanale Il Giorno dei Ragazzi, che verrà da lui diretto per nove anni e per la quale creerà la serie umoristica Poldo e Poldino, disegnata da Giuseppe Perego. Contemporaneamente esorsdice come autore per le Edizioni Audace ideando la serie western Rocky Star e, soprattutto, Piccolo Ranger, serie inizialmente ispirata a Capitan Miki della EsseGesse ma che assunse presto una propria e che venne pubblicata fino al 1985.
Negli anni sessanta, per gli editori Renzo Barbieri e Giorgio Cavedon, ideò anche una serie a fumetti per adulti, Dominò il vendicatore; pubblicata dalla ErreGi nel 1967 e ispirata ai personaggi del feuilleton francese come Arsène Lupin e Fantômas.
Nel 1973 venne pubblicata la sua ultima storia a fumetti, un episodio del Piccolo Ranger, e poi si ritirò definitivamente dall'attività se non per scrivere qualche articolo sul mondo del fumetto per qualche rivista di settore come Sgt. Kirk e Il Fumetto.
Morì a Chiavari il 16 novembre 1981.